# Hlavní městské domy architekta Victora Horty v Bruselu
Hlavní městské domy architekta Victora Horty v Bruselu je název jedné z belgických památek ze seznamu světového kulturního dědictví UNESCO, kterou tvoří 4 budovy vystavěné v secesním slohu. Autorem staveb je významný belgický secesní umělec Victor Horta. Charakteristickým prvkem všech domů je otevřený vnitřní prostor a jedinečné propojení zaoblených linek vybavení a výzdoby interiéru s konstrukcí budovy.

## Přehled budov
| budova               | adresa                        | lokalizace                            |
| -------------------- | ----------------------------- | ------------------------------------- |
| Hôtel Tassel         | 6 Rue Paul-Emile Jansonstraat | 50°49′40″ s. š., 4°21′43,3″ v. d.     |
| Hôtel van Eetvelde   | 4 Avenue Palmerston           | 50°50′49,89″ s. š., 4°22′49,65″ v. d. |
| Hôtel Solvay         | 224 Avenue Louise             | 50°49′34,75″ s. š., 4°21′55″ v. d.    |
| Hortův dům a ateliér | 23-25 Rue Américaine          | 50°49′27,12″ s. š., 4°21′19,55″ v. d. |